# New York–London–Paris–Munich
| Recensione | Giudizio |
| ---------- | -------- |
| AllMusic   | [ 2 ]    |
| Smash Hits | 9/10     |

New York · London · Paris · Munich è il primo album in studio del gruppo musicale britannico M, pubblicato nel maggio 1979. Il titolo deriva da un verso del ritornello della canzone, divenuta poi una hit internazionale, Pop Muzik.

## Registrazione
L'album venne inciso a Montreux, Svizzera, nello studio di registrazione dei Queen Mountain Studio, con David Richards, Robin Scott con il fratello Julian, Wally Badarou e Brigit Novik.
Tra i musicisti di supporto ci furono Phil Gould, Gary Barnacle al sassofono e al flauto, e David Bowie (amico di Scott e residente a Montreux) che batté le mani a ritmo in alcuni brani.

## Pubblicazione
L'album fu anche pubblicato negli Stati Uniti dalla Sire Records con una differente tracklist, ma non ebbe un successo commerciale paragonabile a quello in Europa.

## Lista delle tracce

### LP originale
Testi e musiche di Robin Scott.
Lato A
1. Pop Muzik – 3:14
2. Woman Make Man
3. Moderne Man/Satisfy Your Lust – 6:32
4. Made in Munich – 5:36

Lato B
1. Moonlight and Muzak – 5:36
2. That's the Way the Money Goes – 4:27
3. Cowboys and Indians – 3:54
4. Unite Your Nation – 5:44

### Ripubblicazione del 1997
Questa nuova pubblicazione venne distribuita dalla Westside Records e presenta ben undici tracce bonus. Pop Muzik è scritto come Popmuzik.
1. Popmuzik (Nik Launay '79 12") – 4:56
2. Woman Make Man – 2:18
3. Moderne Man/Satisfy Your Lust – 6:32
4. Made in Munich – 5:36
5. Moonlight and Muzak – 5:36
6. That's the Way the Money Goes – 4:27
7. Cowboys and Indians – 3:54
8. Unite Your Nation – 5:44

Tracce bonus
1. Fanfare – 0:08
2. Cry Myself to Sleep – 2:59
3. Cowboys and Indians (Dead or a 'Live' Mix) – 3:11
4. Cowboys and Indians (ft. James Stewart) – 3:40
5. Satisfy Your Love (Single Version) – 3:12
6. Modern Man (Single Version) – 3:31
7. M Factor (Single Version) – 2:26
8. M Factor (U.S. Single Version) – 2:29
9. Moonlight and Muzak ('92 Remix) – 4:43
10. Popmuzik (Hip–Hop–Pop Muzik) – 3:10
11. Popmuzik (Latino Cappuccino) – 1:56
12. Popmuzik ('89 Reshuffle) – 3:53
13. Finale – 0:14

### Ripubblicazione del 2002
La ripubblicazione del 2002 venne distribuita negli Stati Uniti dalla Razor & Tie e si caratterizza per la presenza cinque tracce bonus.
1. Pop Muzik – 4:56
2. Woman Make Man – 2:18
3. Moderne Man/Satisfy Your Lust – 6:32
4. Made in Munich – 5:36
5. Moonlight and Muzak – 5:36
6. That's the Way the Money Goes – 4:27
7. Cowboys and Indians – 3:54
8. Unite Your Nation – 5:44

Tracce bonus
1. M Factor – 2:26
2. Pop Muzik (Hip-Hop-Pop Muzik) – 3:10
3. Cowboys and Indians (Dead or a 'Live' Mix) – 3:11
4. Moonlight and Muzak ('92 Remix) – 4:43
5. Pop Muzik ('89 Reshuffle) – 3:53

## Formazione
- Robin Scott – voce, chitarra, produzione
- Brigit Novik - voci
- Wally Badarou – tastiere, sintetizzatori
- Julian Scott – basso
- Phil Gould – batteria, percussioni
- Gary Barnacle – sassofono, flauto
- David Bowie – battiti di mani

## Produzione
- Arrangiato e prodotto da Robin Scott
- Registrato e mixato da Rafe McKenna & Tim Hunt
- Tutti i titoli pubblicati dalla Platinum Productions International, ad eccezione delle tracce 1 & 3 (Pop Muzik Ltd.)